# Obélisque de Roumiantsev
L'obélisque de Roumiantsev (en russe : Румянцевский обелиск) est un obélisque de granit situé à Saint-Pétersbourg, au centre de la place Roumiantsev, sur l'île Vassilievski, entre le palais Menchikov et l'Académie des Beaux-Arts de Saint-Pétersbourg. L'obélisque commémore les victoires du comte Piotr Roumiantsev pendant la guerre russo-turque entre 1768 et 1774, et son service dans la guerre russo-turque de 1787–1792.

## Histoire
L'idée d'un monument est née à la fin du règne de l'impératrice Catherine la Grande et a été réalisée par son fils et successeur, l'empereur Paul Ier, en 1799. Paul avait tenté de persuader les héritiers de Roumiantsev d'accepter l'offre d'un palais construit aux frais de l'État à la place du monument, mais il fut refusé. Le monument a été construit selon la conception de Vincenzo Brenna et était initialement situé sur le Pré Tsaritsyn, plus tard le champ de Mars. Il a été déplacé deux fois au cours de son existence, sur un nouveau site sur la prairie de Tsaritsyn après le dévoilement du monument Souvorov, puis sur l'île Vassilievski après 1818, où il se trouve toujours. La place sur laquelle elle se trouve a été aménagée avec des jardins après 1867.

## Conception
Le concept d'un monument pour honorer les victoires de Roumiantsev date de 1795, vers la fin du règne de l'impératrice Catherine la Grande . L'impératrice et Roumiantsev moururent en 1796, bien que les fils de Roumiantsev aient continué à faire pression pour la réalisation du monument. Le successeur de Catherine, l'empereur Paul Ier, a essayé de les convaincre d'accepter une offre de construire un palais aux frais de l'État, mais ils ont refusé . Paul a finalement accordé la demande en février 1798, décrétant la construction d'un obélisque "pour commémorer les victoires du maréchal Roumiantsev-Zadunaisky, qui doit être situé sur la place entre le jardin d'été et le Lombard, et donne 82 441 roubles à la disposition de notre maréchal officiel de Tiesenhausen, disponible à sa demande ". L'architecte Vincenzo Brenna a été chargé de concevoir le monument ,,.

## Conception et construction
Le monument a été assemblé pendant plusieurs mois et installé sur le pré Tsaritsyn au début de 1799. Une fois terminé, le monument mesure 21 mètres de haut, avec l'obélisque et la base en granite ,. Les frises et bas-reliefs sont en marbre blanc italien, affichant des trophées militaires et des guirlandes de bronze foncé. L'obélisque est surmonté d'une boule dorée surmontée d'un aigle déployant ses ailes ,. Le devant du piédestal présente une plaque de marbre noir avec l'inscription dorée "Les victoires de Roumiantsev" (en russe : Румянцова побѣдамъ). Initialement situé vers le sud de la prairie, près de la rivière Moïka, l'obélisque a été déplacé vers l'extrémité nord, plus près du palais de Marbre et de la rivière Neva, lorsque le monument Suvorov de Mikhail Kozlovsky a été érigé à proximité en 1801.

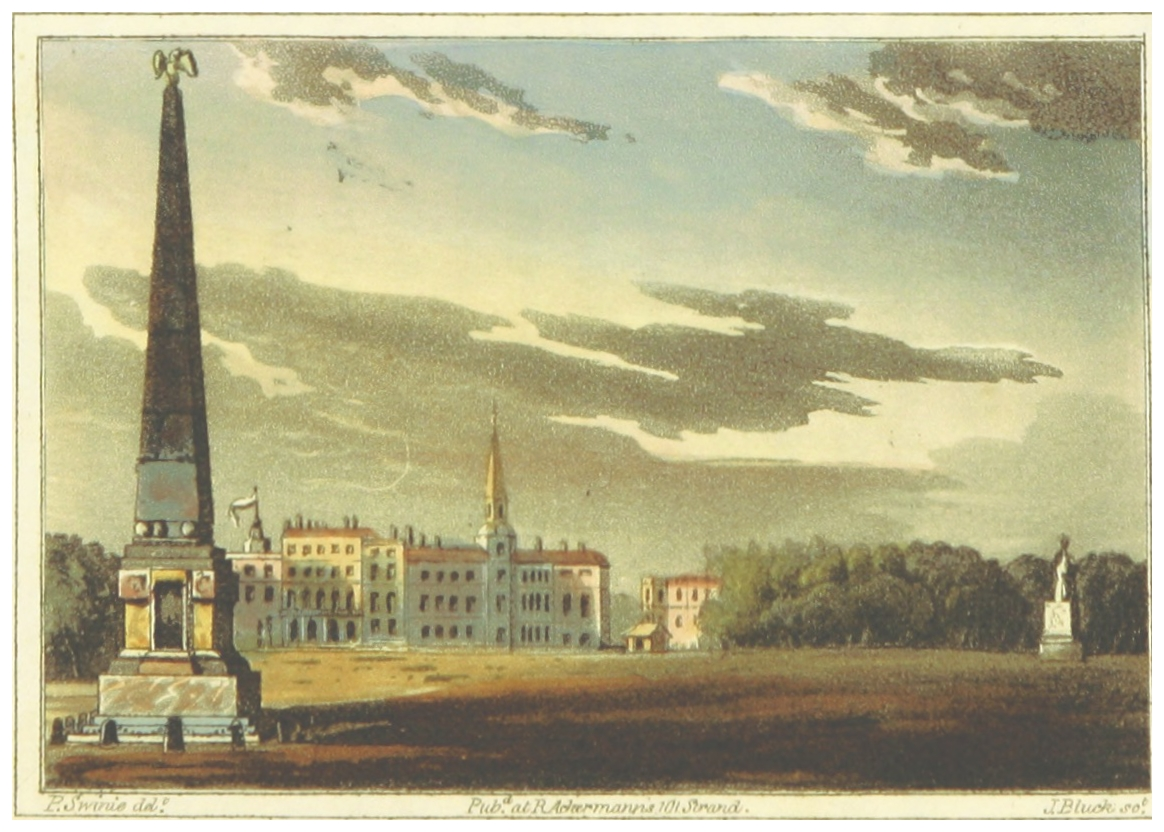
Le monument sur le champ de Mars en 1814. Au fond à droite se trouve le monument Suvorov. Les deux ont été déplacés en 1818.

Le monument a été déplacé à nouveau en 1818, dans le cadre du réaménagement de la prairie par l'architecte Carlo Rossi, désormais appelé le Champ de Mars . Avec l'approbation de l'empereur Alexandre Ier, il fut installé sur l'île Vassilievski, sur le terrain de parade entre l'Académie impériale des arts et le palais Menchikov, domicile du premier corps de cadets, où Roumiantsev lui-même avait étudié ,,. En l'installant dans son nouvel emplacement, Rossi a placé l'obélisque sur un stylobate en granit . Au cours de ses premières années, le monument a subi des dommages et le vol de certains de ses ornements en bronze. En 1809, Andrey Voronikhin a restauré le monument, les parties manquantes étant reconstituées par Vasily Ekimov.

## Développements ultérieurs
Le cadre du monument a été développé entre 1866 et 1867 avec l'aménagement de jardins sur la place aux frais du marchand de la ville S.F. Solovyov et à la conception de Nikolai Kovrigin ,,,. La place a de nouveau été réaménagée par Rudolf Katzer en 1927 et le 22 février 1939, elle a été rebaptisée Place Chevtchenko, en hommage au poète Taras Chevtchenko, qui avait vécu et travaillé à l'Académie des Arts. Son nom original de place Roumiantsev a été redonné officiellement le 21 mai 2001.